# César López Fretes
César López Fretes (né le 21 mars 1923 au Paraguay et mort le 13 juillet 2001 en Colombie) était un joueur et entraîneur de football paraguayen.

## Biographie

### Joueur
López Fretes commence sa carrière au Atlántida Sport Club de Barrio Obrero avant de partir jouer dans la capitale au Olimpia Asunción. Il fait partie de l'effectif de l'équipe du Paraguay qui participe à la coupe du monde 1950 : il est l'un des deux seuls buteurs de son équipe lors de la compétition avec Atilio López. Il joue également deux Copa América avec le Paraguay,.

### Entraîneur
Après sa retraite de joueur, il se lance dans une carrière d'entraîneur et prend la charge de nombreuses équipes au Paraguay et en Colombie, dont l'Atlético Nacional : les supporters se souviendront de lui, car il permit au club de remporter le championnat en 1973. López Fretes prend également les rênes de l'équipe de Colombie de football et décède dans ce pays à l'été 2001.